# سنت-ویکتوآر-دو-سورل، کبک
سنت-ویکتوآر-دو-سورل (به فرانسوی: Sainte-Victoire-de-Sorel) شهری در منطقه شهری پیر-دو-سورل ناحیه مونترژی در استان کبک کانادا است. در سرشماری سال ۲۰۱۱ این شهر ۲٬۴۰۳ نفر جمعیت داشته‌است و مساحت آن ۷۴٫۹ کیلومتر مربع است.